# Iselin (förnamn)

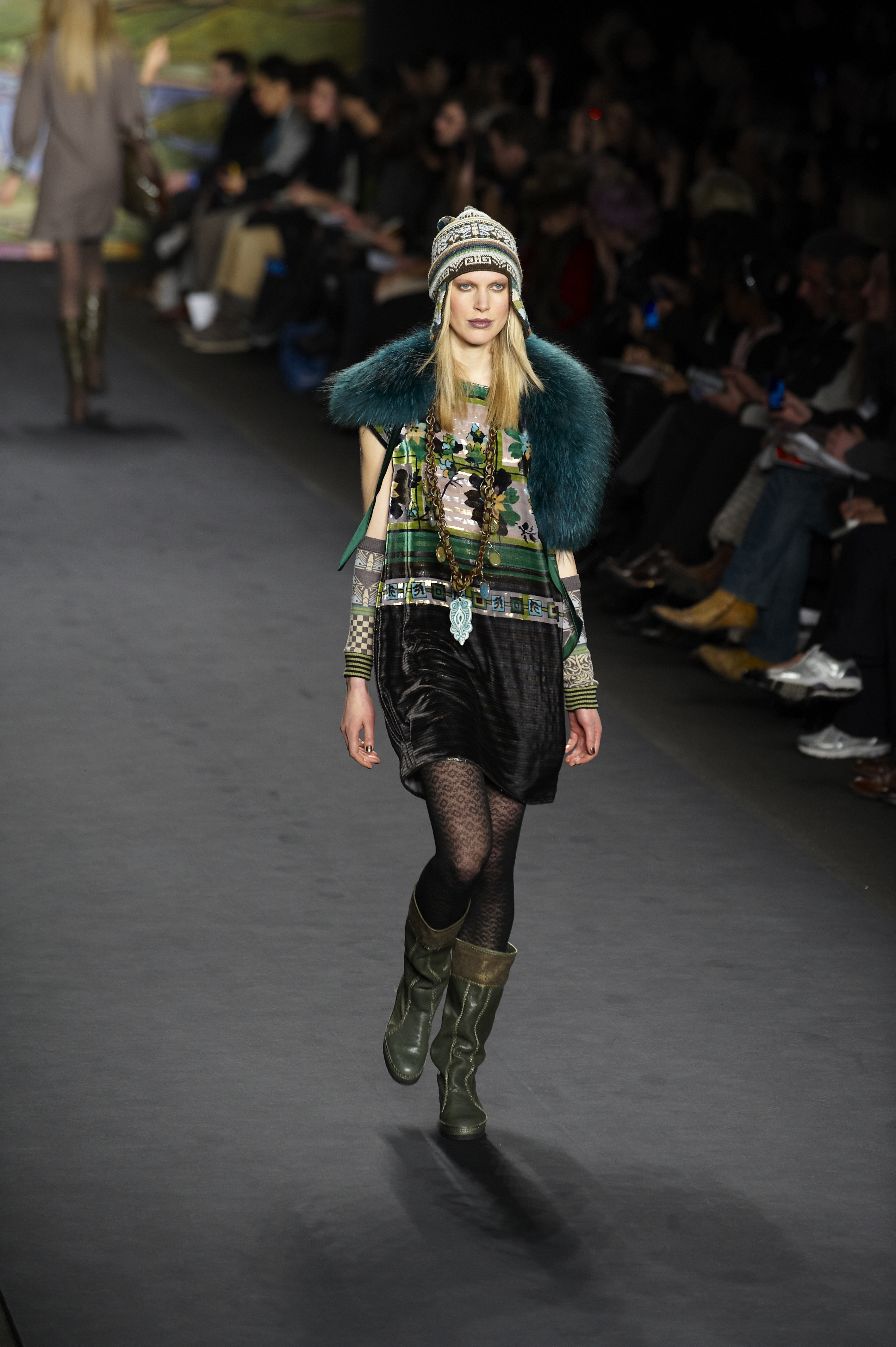
Iselin Steiro, 2010.

Iselin är ett kvinnonamn med flera möjliga ursprung.
En gammal nordisk betydelse av Ise kan vara "Järn", "orm" eller "drake" och Lin betyder "lind".
I islänningasagan Gisle Surssons Saga, nedskriven på 1200-talet, finns det norska mansnamnet "Ise", och Iselin är troligen en kvinnlig form av detta namnet. Eventuella band till det gamla, irländska namnet Aisleen, och Elin, en form av Helene, som betyder Ljus eller sken på grekiska.
Iselin förekommer i en Rogalandsk kyrkobok år 1740 och i två av Knut Hamsuns romaner, "Pan" från 1894 och "Victoria" från 1898. I Norge finns det 2962 personer med namnet Iselin (2016).

## Personer med namnet
- Iselin B. Alvestad, norsk författare
- Iselin Engan, norsk designer
- Iselin Steiro, norsk modell